# Bernhard Ketzlick
Bernhard Ketzlick (* 16. Oktober 1907 in Hannover; † 26. Februar 1951 in Eisenschmitt) war ein von der Gestapo verhafteter, im Konzentrationslager Dachau von 1941 bis 1945 internierter katholischer deutscher Ordenspriester.

Totenbild Bernhard Ketzlick

## Leben
Nach dem Abitur 1926 trat Bernhard Ketzlick in die Ordensgemeinschaft der Herz-Jesu-Missionare in Hiltrup ein und legte am 14. Mai 1931 die Ewige Profeß ab. Am 14. März 1937 empfing er die Priesterweihe. In einem ehemaligen Hammer Klostergebäude lebte er von 1938 an in einer Ordenskommunität und arbeitete in der Gemeinde pastoral, vor allem in der Jugendseelsorge. Zugleich war er Vikar der örtlichen katholischen Gemeinde.
Sowohl in der Jugendarbeit als auch in der Gemeindeöffentlichkeit nahm der Geistliche in seiner ablehnenden Haltung zum Nationalsozialismus kein Blatt vor den Mund. Wegen seiner kritischen Predigten geriet Ketzlick Ende Juli 1941 im Zuge des Klostersturms ins Visier der Gestapo. Er wurde verhaftet; die Räumlichkeiten der Kommunität wurden durchsucht. Die Geheime Staatspolizei fand nichts. Durch die kurz vorher erfolgte Beschlagnahme des Hiltruper Mutterhauses vorgewarnt, hatte Ketzlick sämtliche „Verdachtsgegenstände“ wie Predigthefte, Filme, Kamera, Fotografien, Jugendbücher und Liederhefte ausgeräumt.
Nach Gefängnisaufenthalten in Hamm, Dortmund und Bochum und nach scharfen Verhören und Einzelhaft kam er im Januar 1942 ins Konzentrationslager nach Dachau, wo er die Seelsorge unbeirrt trotz massiver Repressionsdrohungen fortsetzte. Infolge der Haft- und Lagerbedingungen erkrankte der Geistliche an Tuberkulose. Nach Befreiung des Konzentrationslagers genas Ketzlick nicht mehr von der Krankheit.
Die letzten Lebensjahre verbrachte er als Geistlicher im Sanatorium Haus Bergfeld in Eisenschmitt, wo er 1951 an der Tuberkulose starb. Pater Ketzlick wurde auf dem Friedhof des Klosters der Herz-Jesu-Missionare in Hiltrup begraben. Das Grab ist inzwischen eingeebnet.

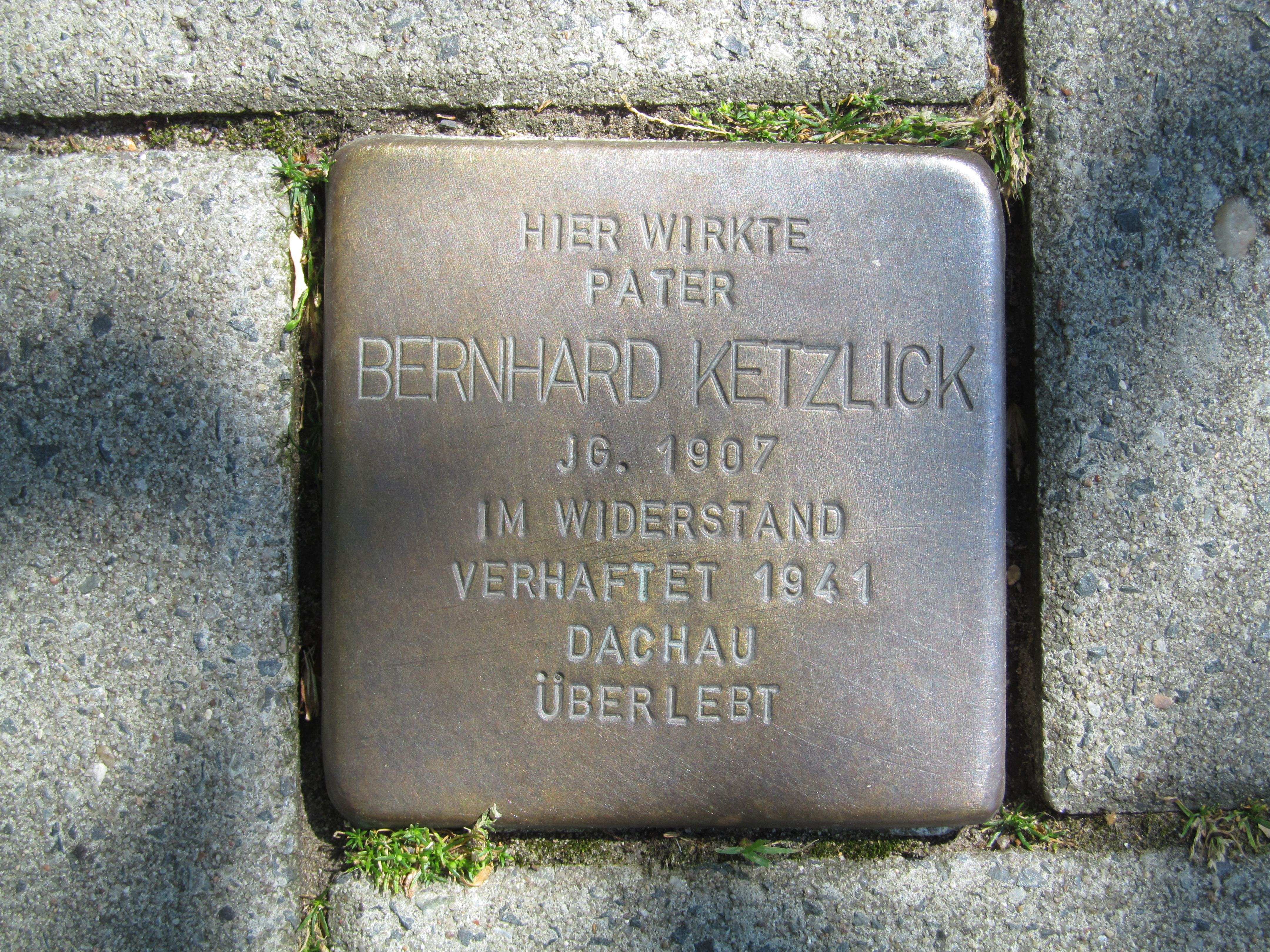
Stolperstein für Bernhard Ketzlick in Hamm

## Posthume Ehrung
Ihm zu Ehren wurde im Jahre 2013 durch Beschluss der Bezirksvertretung Hamm-Uentrop eine Straße in Bernhard-Ketzlick-Straße umbenannt.